# Kapellbrücke
Il Kapellbrücke (in tedesco "ponte della cappella") è un ponte pedonale coperto in legno di Lucerna, in Svizzera, costruito tra il 1300 e il 1333. Attraversa il fiume Reuss, poco dopo che esso effluisce dal lago dei Quattro Cantoni, permettendo così di collegare le due parti della città. La particolare linea spezzata del ponte è stata concepita per permettere alla struttura di resistere meglio alla corrente fluviale.

## Descrizione
È lungo 285 m ed è considerato il ponte coperto in legno più antico d'Europa: il ponte oggi si presenta ricostruito dopo l'incendio che nella notte tra il 17 e il 18 agosto 1993 lo devastò per oltre due terzi; si pensa che l'incendio sia stato causato da una sigaretta. Alcuni piloni di appoggio sono stati rifatti utilizzando calcestruzzo al posto del legno, come invece prevedeva la struttura originale mentre i pannelli in legno dipinto distrutti dal fuoco sono stati sostituiti da fotografie degli originali, che erano state scattate in precedenza.
Il nome del ponte è dovuto alla vicina Cappella di St. Peter. Al suo interno si trovavano 110 pannelli in legno dipinti nel XVII secolo che riprendevano la storia e gli avvenimenti principali della città: soltanto 25 pannelli si salvarono dall'incendio, quelli andati persi sono stati sostituiti con delle copie. Circa a metà del ponte sorge una torre a forma ottagonale, la Wasserturm (Torre dell'acqua), uno dei simboli di questa città svizzera; la torre aveva una funzione difensiva.